# Qualcosa di travolgente
Qualcosa di travolgente (Something Wild) è un film del 1986 diretto da Jonathan Demme.
Fu presentato fuori concorso al 40º Festival di Cannes.
In Italia è uscito al cinema venerdì 4 settembre 1987 distribuito dalla CDI Compagnia Distribuzione Internazionale.

## Trama
Charles Driggs è un vicepresidente di una società commerciale di New York (così risulta nel dialogo della versione italiana del film), una persona apparentemente convenzionale che conduce una vita normale ed è stato lasciato dalla moglie da appena nove mesi. Un giorno incontra in una caffetteria una donna bruna che si fa chiamare Lulu Hankel che lo ferma all'uscita dicendogli di non aver pagato. Mentre lui discute, dicendo di aver pagato, lei riesce a convincerlo a pagare per poi farlo salire nella sua macchina che - secondo le sue parole - lei ha acquisito da un divorzio. Con la scusa di volerlo accompagnare al lavoro, Lulu lo porta in giro e iniziano una serie di avventure: rubano da un negozio di liquori e cenano in un ristorante senza pagare mentre Charlie le fa credere di essere sposato; Lulu rivela in seguito il suo vero nome Audrey e lo porta a conoscere la madre facendole credere di essere sposati; qui lei adotta un personaggio diverso, diventando una donna bionda platino, mentre lui inizia ad innamorarsi e lei continua nel gioco, non senza essere un po' presa da Charlie.
Quella sera, Audrey e Charlie vanno ad una riunione con ex compagni di scuola di lei e qui incontrano Ray Sinclair, il marito di Audrey, con l'amica Irene. Ray è un uomo violento, uscito da poco dal carcere dopo aver scontato 5 anni e cerca di riprendersi con tutte le forze Audrey. Commettendo una rapina in un supermercato, Ray coinvolge Charlie minacciandolo di metterlo nei guai con la polizia; poi lo porta nella stanza di un motel, dove lo picchia a sangue e confessa a Audrey che Charlie non è più sposato e così Audrey allontana Charlie. Charlie continua tuttavia a seguire segretamente Audrey e Ray quando questi lasciano il motel e riesce a riprendersi Audrey in una tavola calda con una scusa cosa che spinge Ray a non reagire dato che i poliziotti del posto credono che Charlie sia uno di loro.
Charlie e Audrey arrivano nella casa di lui ma poco dopo arriva Ray che picchia Charlie scatenando con lui una rissa in cui interviene anche Audrey nel tentativo di fermare Ray. Ammanettato nel bagno di casa, Charlie si libera e cerca di aiutare Audrey provando a strangolare Ray con le manette, ma Ray riesce a liberarsi e tira fuori un pugnale; Audrey gli fa cadere l'arma che viene poi presa da Charlie, così quando Ray si avventa nuovamente su Charlie rimane ucciso dal suo stesso pugnale. All'arrivo dei poliziotti, Charlie viene medicato mentre Audrey viene portata via per essere interrogata. In seguito, Charlie la cerca nel suo appartamento ma scopre che lei si è trasferita. Qualche giorno dopo, Charlie viene trasferito con il suo lavoro e si reca nella caffetteria dove aveva conosciuto Audrey; nelle vicinanze la rincontra con una sua terza incarnazione che lo invita a salire con lei nella sua macchina e lui accetta.

## Produzione
Francesco Falaschi ha scritto che nel 1987 inizia un periodo brillante per la carriera del regista Jonathan Demme, «Something Wild (Qualcosa di travolgente) sarà il primo film che dirigerà (e curerà anche nella veste di produttore) per la Orion Pictures, major su cui si esprimerà molto favorevolmente nel 1988: "Ho il privilegio di essere legato ad una delle migliori case di produzione, la Orion Pictures"».

## Riconoscimenti
- 1987 - Golden Globe
  - Nomination Miglior attore in un film commedia o musicale a Jeff Daniels
  - Nomination Migliore attrice in un film commedia o musicale a Melanie Griffith
  - Nomination Miglior attore non protagonista a Ray Liotta
- 1987 - Boston Society of Film Critics Awards
  - Miglior attore non protagonista a Ray Liotta
- 1986 - New York Film Critics Circle Awards
  - Nomination Miglior attore non protagonista a Ray Liotta
- 1987 - Artios Award
  - Nomination Miglior casting per un film commedia a Risa Bramon Garcia e Billy Hopkins
- 1987 - Edgar Award
  - Miglior sceneggiatura a E. Max Frye
- 1987 - National Society of Film Critics Awards
  - Nomination Miglior attore non protagonista a Ray Liotta